# Полоннарува
Полоннарува (англ. Polonnaruwa) — середньовічна столиця Шрі-Ланки (1070–1293 рр.), один з найважливіших центрів культурної спадщини країни.
Розташований за 214 км на північний схід від Коломбо.
Найбільший інтерес представляє Кам'яний Храм, найвідоміший храм на Шрі-Ланці. Чотири статуї Будди в різних позах висічені в гранітній скелі і датуються XII століттям. Незважаючи на колосальні розміри, скульптури дуже реалістичні. Великий інтерес представляє третя статуя, що зображає Будду в незвичайній позі зі схрещеними руками на грудях. Ця поза широко поширена в Індії. Вважають, що скульптор бажав применшити божественну натуру Будди і підкреслити його людяність.

## Історія
Протягом багатьох років Полоннарува була резиденцією правителів Анурадхапури, де вони любили відпочивати, а так само ховатися за часів тамільських навал, одна з яких завершилася захопленням північної частині острова. За іронією долі, окупанти надали Полоннаруві статус столиці. У 1070 ланкійський король Віджаябаху I з успіхом звільнив Полоннаруву, вигнав загарбників з острову і відновив сингальський суверенітет. У 1073 р. він формально зайшов на престол в Анурадхапурі, але затвердив Полоннаруву адміністративною столицею острова. За правління короля Паракрамабаху Великого (1153–1186 рр..) Шрі Ланка стала відома як одна з найбагатших країн сходу. Його філософією було: жодна крапля, що впала з неба, не повинна потрапити в море, не принісши користі людині. Величезні сили та засоби король направив на будівництво складної іригаційної системи в посушливому районі Полоннаруви і місцевість стала сприятливою для життя людей. Досі збереглися штучне озеро, канали, басейни.
Археологічні розкопки, що ведуться з початку XX століття, допомогли побачити залишки стародавнього міста. Незабутнє враження справляють руїни будівель, палаців і монастирів. Але головною визначною пам'яткою Полоннаруви є кам'яний храм Гал Віхарайя (англ. Gal Viharaya)- найвідоміший храм Шрі-Ланки. Чотири статуї Будди в різних позах висічені в гранітній скелі і датуються XII століттям. Незважаючи на колосальні розміри, скульптури дуже реалістичні. Великий інтерес представляє третя статуя, що зображає 7-ми метрового Будду в незвичайній позі зі схрещеними руками на грудях. Вважають, що метою скульптора було бажання підкреслити людяність Будди. В Археологічному музеї Полоннаруви зібрана колекція прикрас, предметів побуту, старовинних монет, культових статуй.